# Esetçe, İpsala
Esetçe là một thị trấn thuộc huyện İpsala, tỉnh Edirne, Thổ Nhĩ Kỳ. Dân số thời điểm năm 2011 là 2.18 người.